# Луч (завод, Новосибирск)
Научно-производственное объединение «Луч» (Завод № 677, Завод № 159, Электромеханический завод) — завод, расположенный в Ленинском районе Новосибирска. Основан в 1942 году. Производит взрывательные устройства, товары народного потребления и т. д.

## История
Предприятие было создано Постановлением Госкомитета обороны от 28 сентября 1942 года, из состава комбината № 179 выделился завод № 2 и был назван Государственным заводом № 677. В советский период завод был в ведении Наркомата боеприпасов СССР, Министерства сельскохозяйственного машиностроения СССР и Министерства общего машиностроения СССР.
Во время Великой Отечественной войны завод выпускал корпуса осколочно-фугасных снарядов (20 и 23 мм) и большое количество механических головных взрывателей замедленного и мгновенного действия для артиллерийских и авиационных снарядов.
В 1956 году завод начал выпуск электропроигрывающих устройств для радиол, затем производил магнитофонные приставки, магнитофоны и т. д.
С 1991 года завод находился в ведении Российского агентства по боеприпасам.

## Продукция
Научно-производственное объединение выпускало радиолокационные взрывательные устройства для артиллерийских снарядов и различных ракетных систем, неконтактные взрыватели для глубинных противолодочных бомб и авиационных ракет. По данным на 2002 год «Луч» производил радиовзрыватели к снарядам для зенитной и полевой артиллерии.
Кроме оборонной продукции завод изготавливает различные товары народного потребления, в том числе игрушки (настольный хоккей, конструкторы).

## Финансовые показатели
В 2013 году выручка НПО «Луч» достигла 138,5 млн. ₽, чистый убыток — 113,2 млн. ₽., просроченная задолженность предприятия на 31 декабря 2013 года составила 149,3 млн. ₽.

## Руководители
- Г. С. Шарков (1942—1943)
- Г. Н. Брук (1943—1945)
- А. И. Яковлев (1945—1948)
- И. С. Гутов (1948—1959)
- А. Е. Бовтручук (1959—1965)
- И. А. Кушнир (1965—1970)
- В. М. Бочков (1970—1974)
- Б. В. Козлов (1974—1985)
- В. Я. Шитов (1985—1989)
- В. Г. Архипов (с 1989)

## Награды
За заслуги в обеспечении в период Великой Отечественной войны снарядами Красной Армии и Военно-Морского Флота завод был награждён орденом Отечественной войны 1-й степени.  